# Меридіан легень (I)
Меридіан легень — є першим із 12 основних меридіанів, це парний, симетричний, доцентровий меридіан Їнь.
Має 11 пунктів з кожної сторони.
Під меридіаном легень китайською медициною розуміється дихальна система, що включає дихальні шляхи (ніс, носоглотку, гортань, трахея, бронхи) і легені, забезпечує життєдіяльність організму за допомогою надходження в легені «газу» і поширення його всіма меридіанами. Шкірний покрив також належить до меридіана легень[джерело?].
Позначають як, цифрами — I, літерами — Р(фр.), LU(нім.),(англ.), наприклад: 1I, P1, LU1 («серединна садиба» — перший пункт меридіану легень).
Часом найвищої активності меридіану є 03.00-05.00, пасивності — 15.00-17.00.

## Точки на меридіані
1 Чжонг-фу (中府, zhōng-fǔ — серединна садиба (центральне розташування)) на 6 цунів назовні від передньосерединної лінії (точки Хуа-гай VC.20), на прямій лінії, що проходить на 2 цуня назовні від соска (у чоловіків), в I міжреберному проміжку, на 1 цунь нижче точки Юнь-мень Р2 в дельтоподібно-грудній борозні.
2 Юнь-мень (雲門, yún-mén — двері (ворота) хмар) у верхній зовнішній частині передньої грудної стінки, у верхнього краю дзьобоподібного відростка лопатки, в підключичній ямці (між великим грудним та дельтоподібним м'язами), на 6 цунів назовні від передньосерединної лінії (точки Сюань-цзи VC.21), на один поперечний палець донизу від місця з'єднання зовнішньої 1/3 і внутрішніх 2/3 ключиці, на 1 цунь вище точки Чжонг-фу Р1.
3 Тянь-фу (天府, tiān-fǔ — небесний палац (родюча земля)) на внутрішній поверхні плеча, на 3 цуні нижче рівня передньої пахвової складки або на 6 цунів вище ліктьового згину (тобто в місці з'єднання верхньої 1/3 і нижніх 2/3 відстані між пахвовою складкою і ліктьовим згином), у променевого краю двоголового м'яза плеча.
4 Ся-бай (俠白, xiá-bái — благородне світло (спільна білизна)) на внутрішній поверхні плеча, на променевій стороні двоголового м'яза плеча, на 4 цуня нижче рівня передній пахвової складки або на 1 цунь нижче точки Тянь-фу P3, на 5 цунів вище ліктьового згину.
Точка розташована на рівні сосків (у чоловіків).
5 Чі-Цзи (尺澤 ставок ліктя (ставок метра)) при трохи зігнутій в ліктьовому суглобі руці на ліктьовій складці променевої сторони сухожилля двоголового м'яза плеча.
6 Кун-цзуей (孔最, kǒng-zuì — вищий отвір (найменший отвір)) на долонній стороні передпліччя, на лінії, що з'єднує точки Тай-юань P9 і Чи-Цзе P5, на 7 цунів вище променевозап'ясткової складки.
7 Ле-Цюе (列缺, liè-quē — недолік крену (відсутній у переліку)) біля верхнього краю шилоподібного відростка променевої кістки, на 1,5 цуня вище променевозап'ясткової складки, між сухожиллям плечопроменевого м'яза і сухожиллям м'яза, що відводить великий палець кисті. Для знаходження точки часто застосовується наступний спосіб: пацієнт схрещує руки через проміжки між великими і вказівними пальцями. Точка Ле-Цюе P7 знаходиться в поглибленні на рівні кінця вказівного пальця.
8 Тцін-чьу (經渠, jīng-qú — стік меридіана (чрез канал)) в нижній частині долонної поверхні передпліччя, на 1 цунь вище променевозап'ясткової складки, в поглибленні між шилоподібним відростком променевої кістки та променевої артерії. Цзін-цюй P8 відповідає точці Гуань відрізка Цунь-коу, тобто при пальпації пульсу III палець руки вказує на точку Цзін-цюй P8.
9 Тхай-юен (太淵, tai-yuān — велике джерело (дуже велика прірва)) на долонній стороні променевозап'ясткової складки, у поглибленні у променевої з боку променевої артерії, між сухожиллями променевого згинача кисті і довгим м'язом-відвідником відводить I пальця, назовні і догори від горбистості човноподібної кістки.
10 Юй-тці (魚際, yú-zì — межа тенара) у середині I п'ясткової кістки, на кордоні долонної і тильної поверхні кисті.
11 Сьо-сьоо (小商, shào-shāng — молодий купець (мала справа)) на променевій стороні великого пальця кисті, приблизно на 0,1 цуня назовні від кута нігтя.